# جايسون ستارك
جايسون ستارك (بالإنجليزية: Jayson Stark)‏ هو صحفي أمريكي، ولد في 19 يوليو 1951 في فيلادلفيا في الولايات المتحدة.

## وصلات خارجية
- جايسون ستارك على موقع IMDb (الإنجليزية)